# UTC-06:00

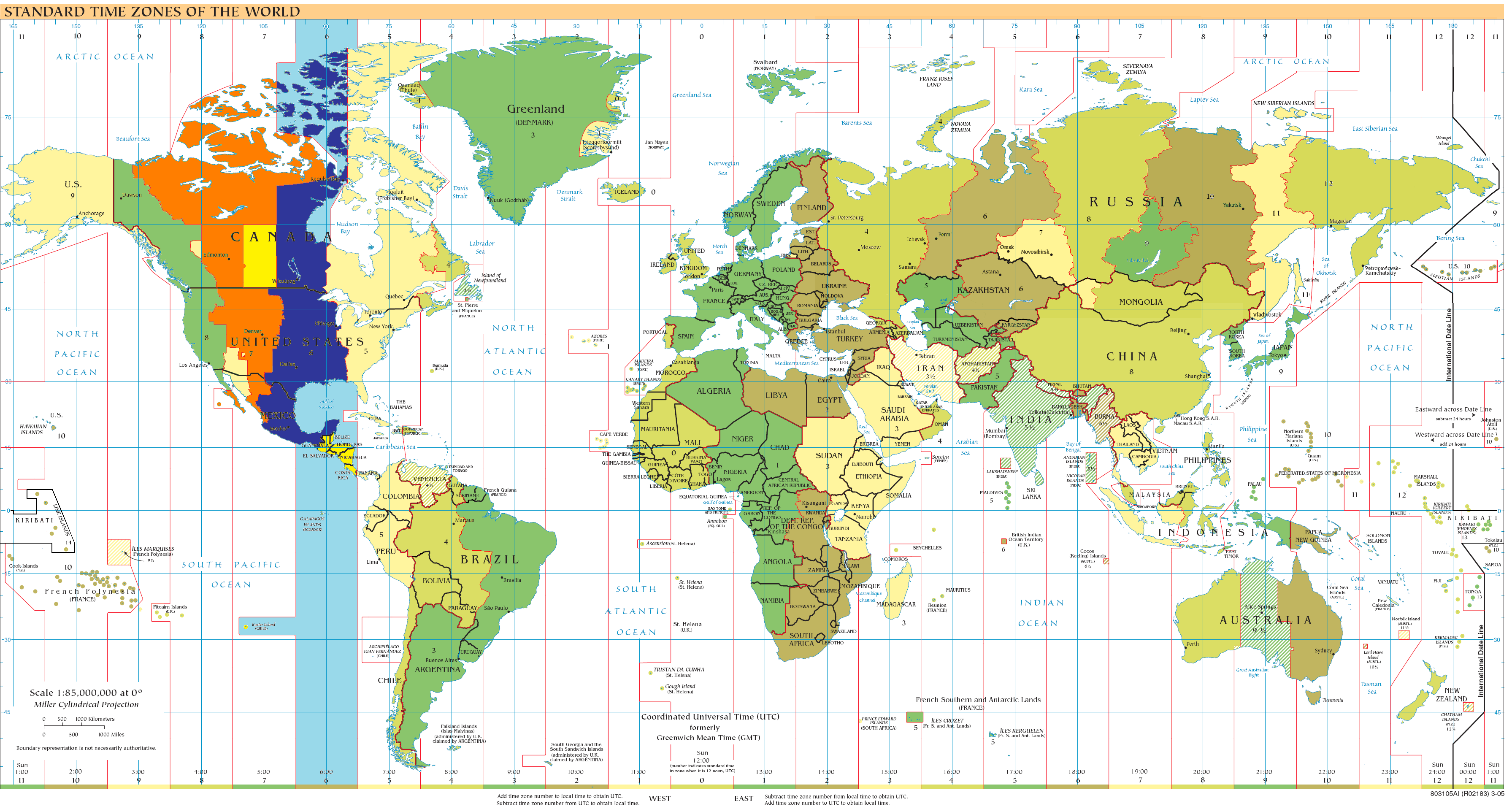
UTC-06:00

UTC-06:00 (S – Sierra) – strefa czasowa, odpowiadająca czasowi słonecznemu południka 90°W.

## Strefa całoroczna
Ameryka Południowa:
- Ekwador (prowincja Galápagos)

Ameryka Północna:
- Belize
- Gwatemala
- Honduras
- Kanada (prowincja Saskatchewan, bez miasta Lloydminster)
- Kostaryka
- Nikaragua
- Salwador

Australia i Oceania:
- Chile (Wyspa Wielkanocna)

## Czas standardowy (zimowy) na półkuli północnej
Ameryka Północna:
- Kanada (prowincja Manitoba, środkowa część terytorium Nunavut, zachodnia część prowincji Ontario)
- Meksyk (środkowa i wschodnia część kraju; bez stanów Chihuahua, Kalifornia Dolna, Kalifornia Dolna Południowa, Nayarit i Sinaloa)
- Stany Zjednoczone (stany Alabama, Arkansas, Illinois, Iowa, Luizjana, Minnesota, Missisipi, Missouri i Wisconsin, większa część stanów Dakota Południowa, Dakota Północna, Kansas, Nebraska, Oklahoma, Teksas i Tennessee, zachodnia część stanów Floryda, Indiana, Kentucky i Michigan)

## Czas letni na półkuli północnej
Ameryka Północna:
- Kanada (prowincja Alberta, Terytoria Północno-Zachodnie, zachodnia część terytorium Nunavut, południowo-wschodnia część prowincji Kolumbia Brytyjska i miasto Lloydminster)
- Meksyk (stany Chihuahua, Kalifornia Dolna Południowa, Nayarit i Sinaloa)
- Stany Zjednoczone (stany Kolorado, Montana, Nowy Meksyk, Utah i Wyoming, południowa część stanu Idaho, zachodnia część stanów Dakota Południowa, Kansas, Nebraska, Oklahoma i Teksas, południowo-zachodnia część stanu Dakota Północna oraz niewielka część stanów Nevada i Oregon)